# Antoine de Favray
Antoine de Favray (Bagnolet, 8 settembre 1706 – Malta, 9 febbraio 1798) è stato un pittore francese noto per i dipinti di personalità dell'Impero ottomano e dei Gran Maestri di Malta.

## Biografia
Figlio di Claude Favray e di Marie Millet, non si conosce molto sulla sua giovinezza. Nel 1738 accompagnò a Roma, come studente privato, Jean-François de Troy, che era stato nominato direttore dell'Accademia di Francia Nel 1739, divenne residente ufficiale dell'accademia come successore di Jean-Charles Frontier. Realizzò diverse riproduzioni di opere famose come l'Incendio di Borgo di Raffaello e un affresco di circa 10,60 metri di larghezza, che venne esposto nella Galleria di Apollo al Louvre di Parigi nel 1741. Realizzò anche copie di dipinti di maestri come Guercino e Tiziano.

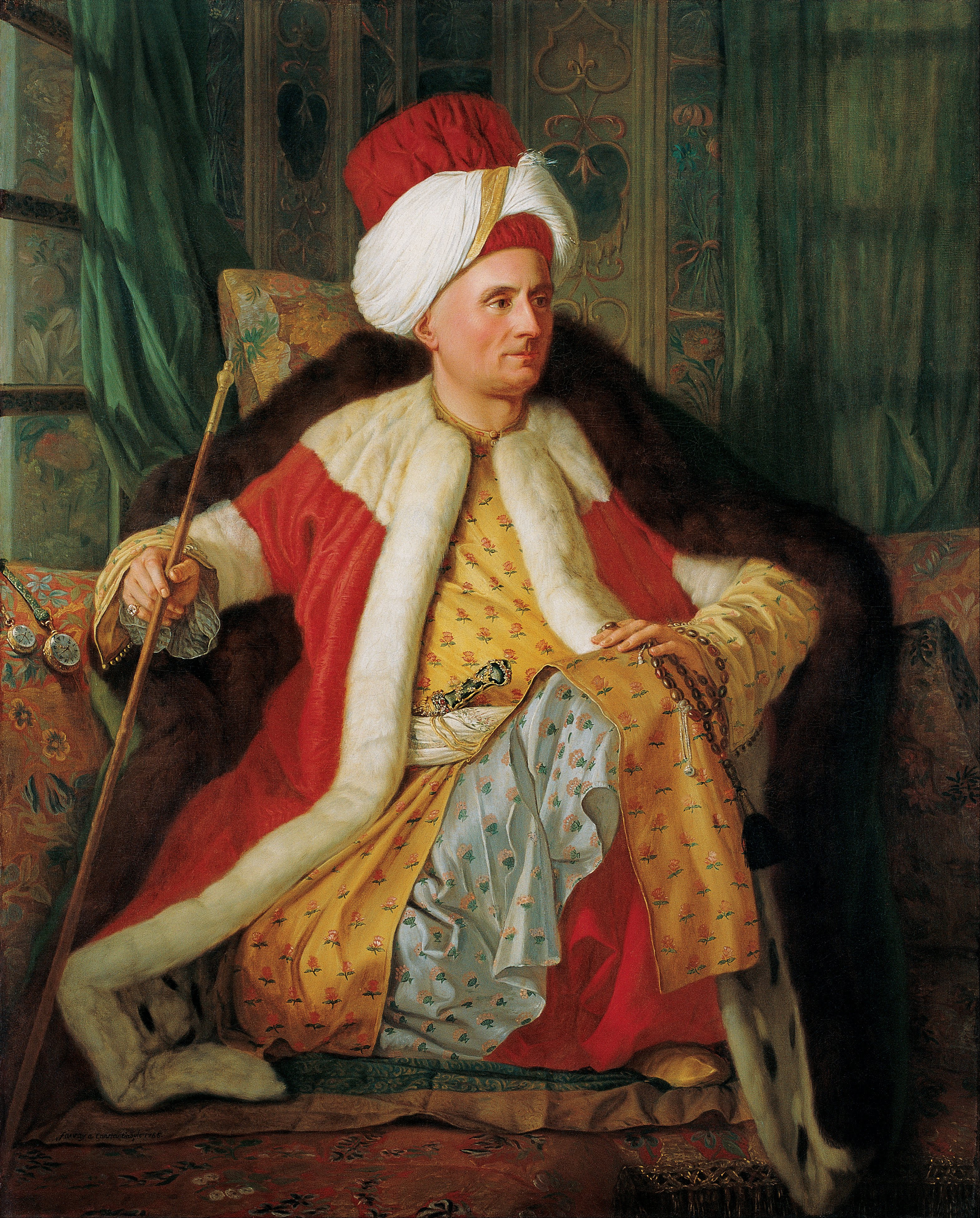
L'ambasciatore francese Charles Gravier de Vergennes in abiti ottomani, dipinto di Antoine de Favray, 1766, Museo di Pera, Istanbul.

Alla fine del soggiorno, si recò a Malta nel 1744. Divenne fratello dell'Ordine di San Giovanni di Gerusalemme il 23 gennaio 1751. Per pagare il suo contributo si impegnò a dipingere tre lunette della chiesa del monastero di La Valletta. Dato che non aveva pronunciato i voti, non aveva diritto ad una commenda, ma ottenne una pensione presso la Commenda di Saint-Étienne de Renneville. Un probabile scandalo di natura sessuale lo costrinse a lasciare Malta per Costantinopoli, perché, scrisse in una lettera a Pennes, sperava di tornare al convento "quando fosse diventato un monaco migliore" (11 febbraio 1765). Successivamente si stabilì definitivamente a Malta e, nel 1783 a settantasette anni, poté fare, senza scrupoli voto di verginità, come scrisse al chevalier de Saint-Priest à Seystres-Caumont. Pronunciò i voti l'8 agosto ottenendo la commenda di Valcanville, prima ad essere rimasta vacante e riservata ai cappellani conventuali.
Per compensare la perdita della commenda durante la Rivoluzione francese, venne nominato alla carica di tesoriere della Sacra Infermeria nel 1793, e confermato nell'incarico nel 1795 e nel 1797. Morì all'età di 92 anni, il 9 febbraio 1798, quattro mesi prima della fine dell'Ordine a Malta.

## Attività artistica
Durante il suo primo soggiorno a Malta, dipinse alcuni ritratti di nobildonne maltesi e dipinti commissionati da chiese e istituzioni religiose dell'isola. Il gran maestro dell'ordine Manuel Pinto de Fonseca (1741-1773) si fece fare il ritratto facendo capire a Favray che avrebbe voluto essere rappresentato come un monarca piuttosto che come capo di un ordine religioso. Favray ottenne questo risultato grazie alla posizione della mano del Gran Maestro che indica una corona, segno di regalità, e con abbondante uso del color porpora.
Favray accompagnò l'equipaggio di una nave della corona ottomana per tornare a Costantinopoli. Questa nave venne catturata dai corsari maltesi e riscatatta dal re di Francia per restituirla al Sultano in segno di amicizia. Arrivò a Costantinopoli 19 gennaio 1762 e venne ben accolto da Vergennes, ambasciatore di Francia. Favray dipinse il suo ritratto e quello di sua moglie, oltre a molte scene di interni e paesaggi. Si inserì perfettamente nella comunità francese e vi rimase otto anni prima di tornare a Malta, dove giunse il 29 settembre 1771.
In seguito realizzerà anche i ritratti ufficiali dei suoi due successori, Francisco Ximenes de Texada (1773-1775) e Emmanuel de Rohan-Polduc (1775-1797). Il primo ritratto si concentra sul lato religioso di Ximenes, mentre quello di Rohan è molto poco "ufficiale": egli è rappresentato mentre sta per salire sul trono.

## Opere
- XVIII secolo, Ciclo, dipinti, opere documentate nella Cappella della Beata Vergine Maria Annunziata del Seminario di Mdina.[3]
  - Beata Vergine Maria Annunziata.
  - San Francesco di Paola.
  - San Pietro.
  - San Paolo.
  - San Carlo Borromeo.
  - San Giovanni Crisostomo.
- XVIII secolo, Ultima Cena, dipinto, opera presente nella Cappella del Santissimo Sacramento della collegiata di San Paolo Naufrago di La Valletta.[4]
- XVIII secolo, Ciclo, dipinti, opere presenti nella Cappella del Santissimo Sacramento della collegiata di San Paolo Naufrago di La Valletta.[4]
- XVIII secolo, Sant'Emidio e la Vergine col bambino e San Gaetano, dipinti su ovali, opere documentate nella chiesa delle Anime Purganti di La Valletta.[5]
- XVIII secolo, Gran Maestro Pinto, ritratto, opera documentata nella Sacrestia maggiore della Concattedrale di San Giovanni di La Valletta.[6]
- XVIII secolo, Benedetto XIV, ritratto, opera documentata nella Sacrestia maggiore della Concattedrale di San Giovanni di La Valletta.[6]
- 1773, Martirio di San Publio, dipinto, opera documentata nella Chiesa di San Publio di Floriana.[7]
- XVIII secolo, Ciclo, pitture raffiguranti la Beata Vergine Maria con bambino raffigurata con Sant'Ignazio e altri dipinti, opere documentate nella chiesa di San Calcedonio detta della Madonna di Manresa di Floriana.[8]

## Galleria d'immagini

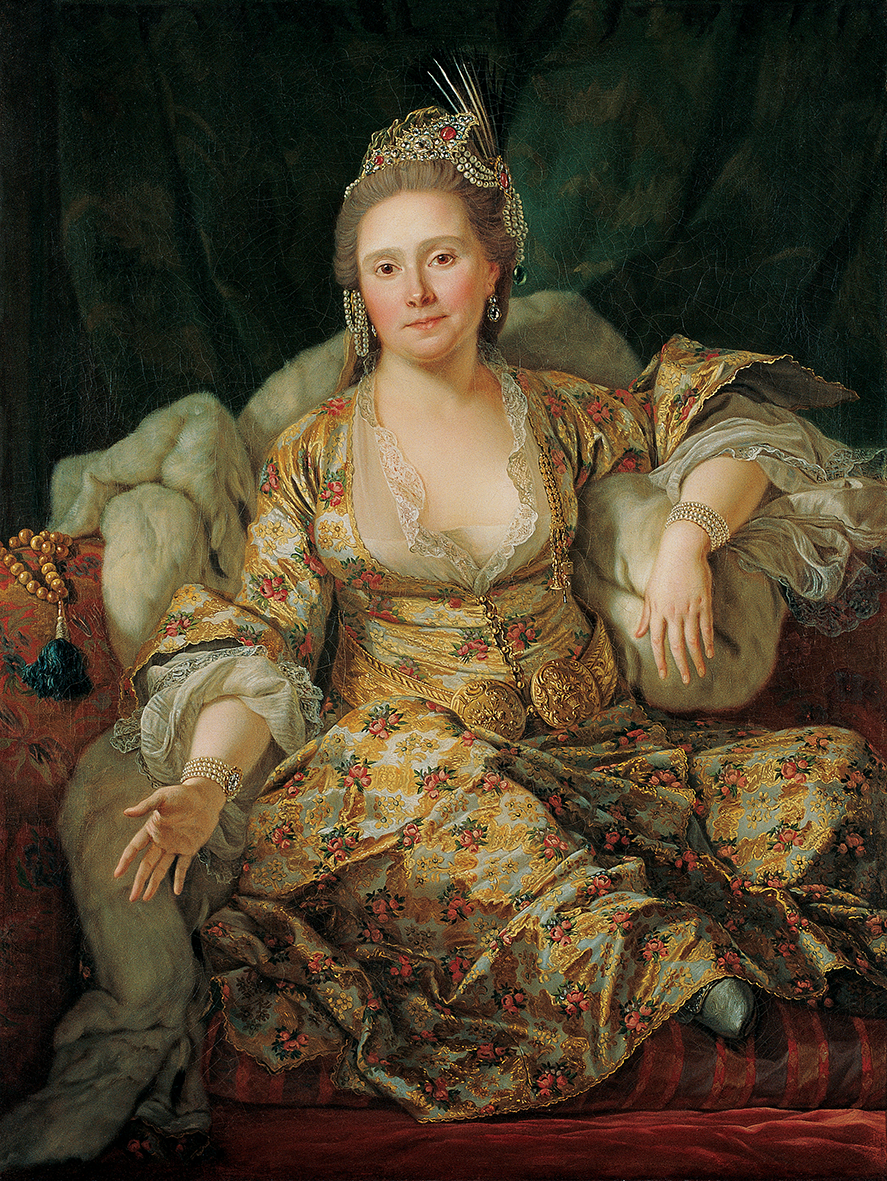
Annette, contessa di Vergennes, in costume orientale, Museo di Pera, Istanbul.
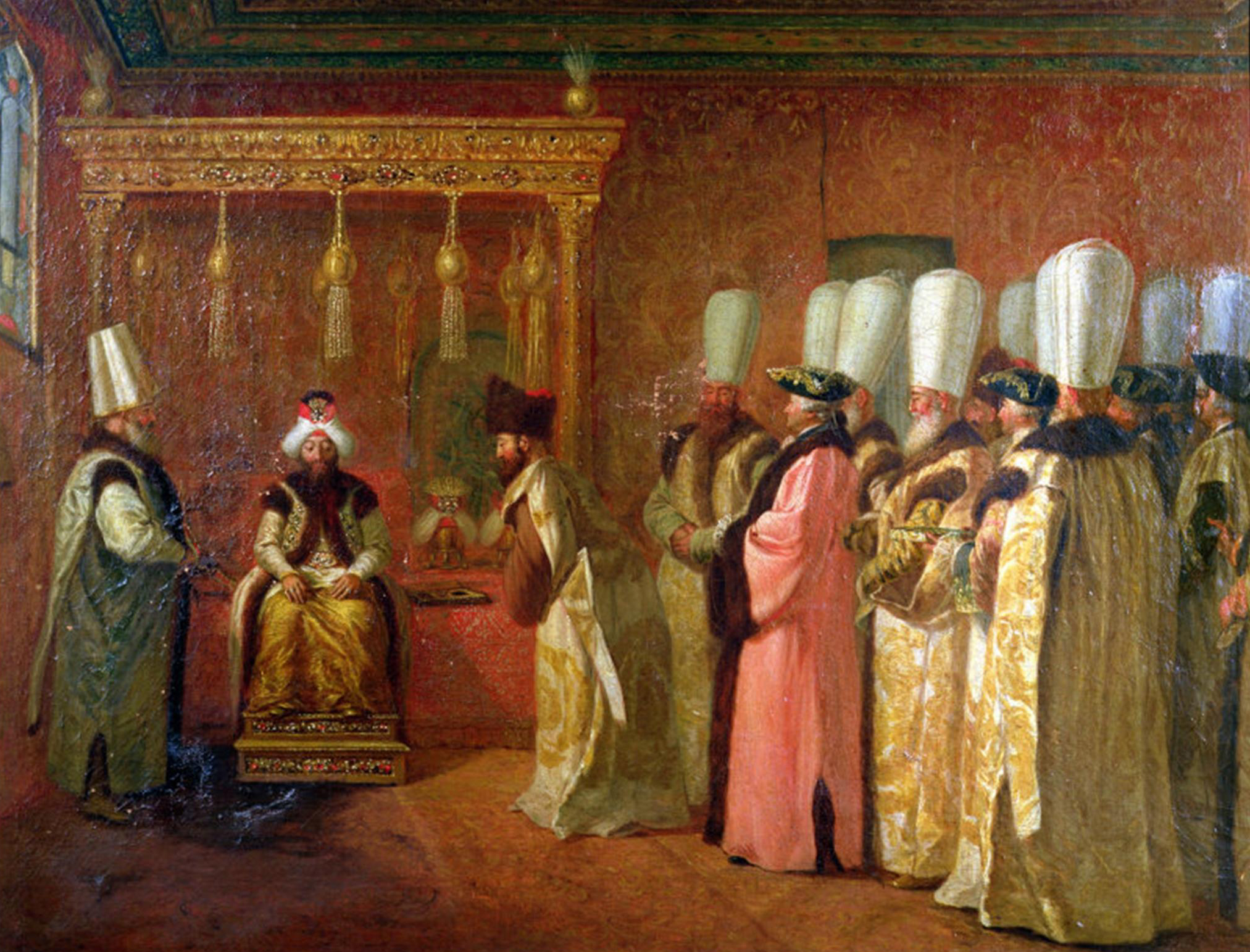
Udienza di Charles de Vergennes presso il sultano Osman III nel 1755.
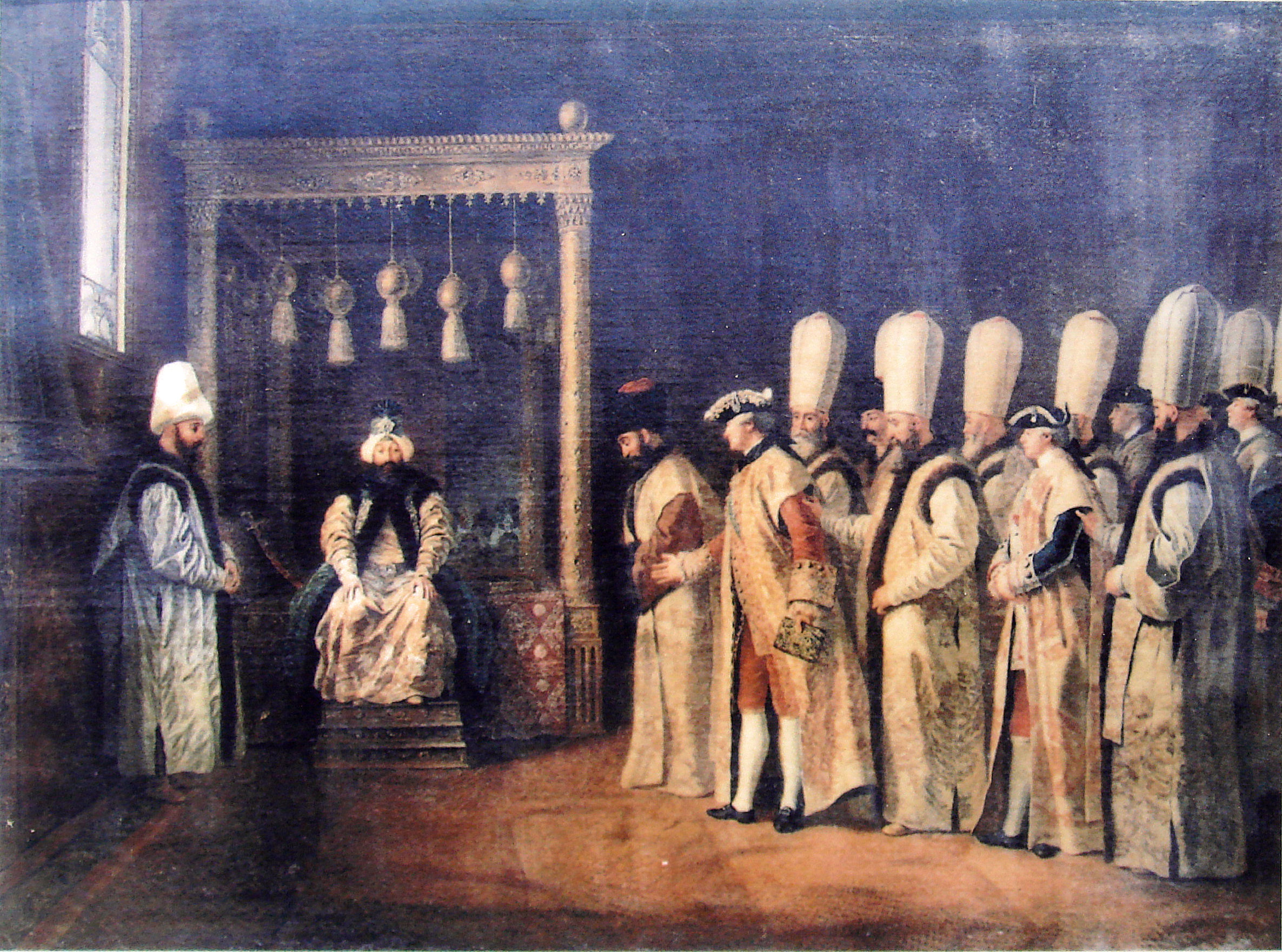
Cerimonia di ricevimento de François-Emmanuel Guignard, conte di Saint-Priest presso la Sublime porta, 1767.
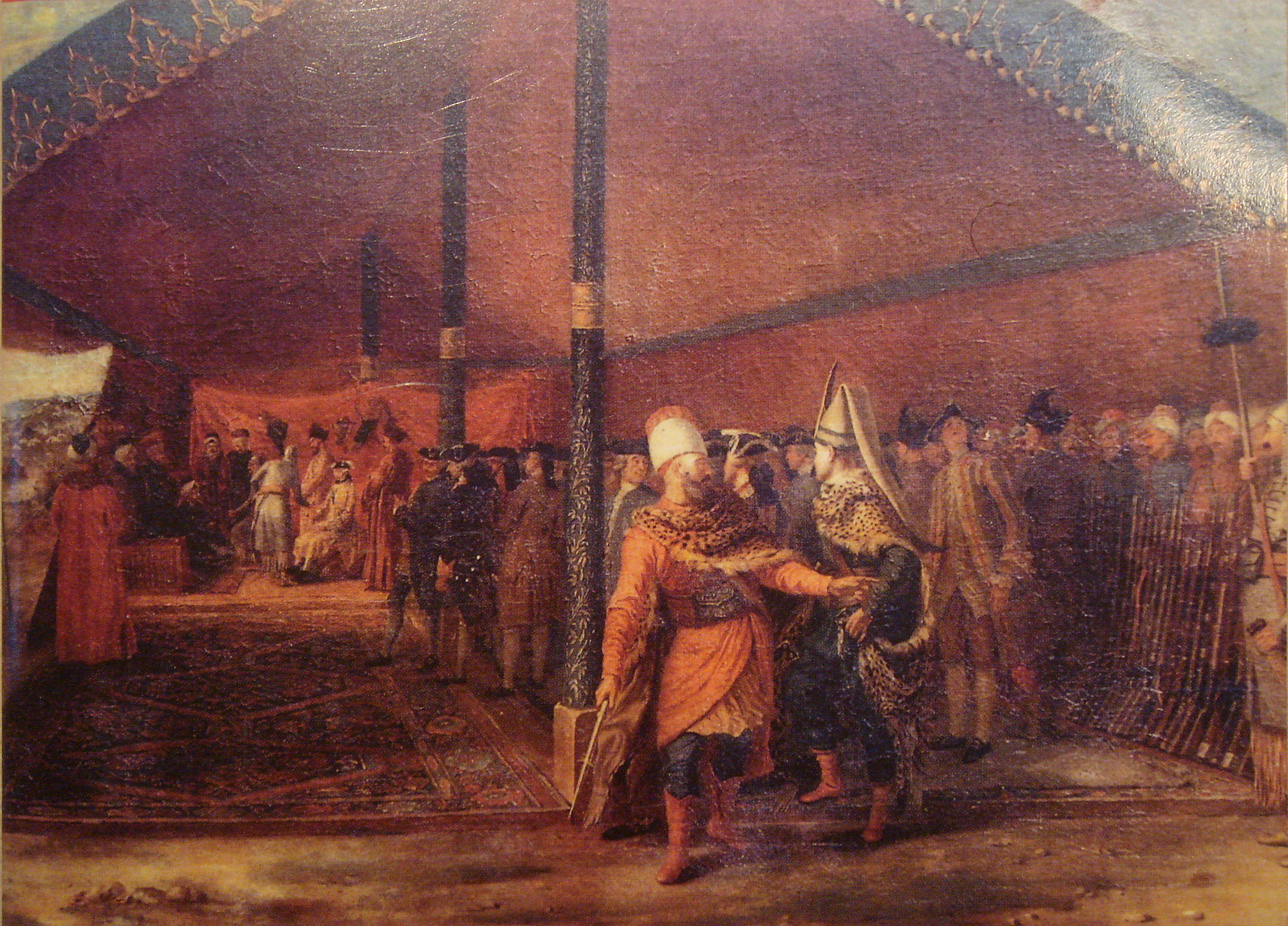
François-Emmanuel Guignard, conte di Saint-Priest con il Gran visir al campo di Daud Pascià nel 1769.